# 拉巴特马勒
拉巴特马勒（法語：Labatmale，法語發音：[labatmal]）是法国大西洋比利牛斯省的一个市镇，属于波城区。

## 地理
拉巴特马勒（43°10'58"N, 0°9'8"W）面积3.32 平方千米，位于法国新阿基坦大区大西洋比利牛斯省，该省份为法国东南部省份，涵盖了贝阿恩与北巴斯克，西临大西洋比斯開灣，北至朗德省，东北接热尔省，东临上比利牛斯省，南与西班牙接壤。
与拉巴特马勒接壤的市镇（或旧市镇、城区）包括：贝内雅克、蓬塔克、圣樊尚。

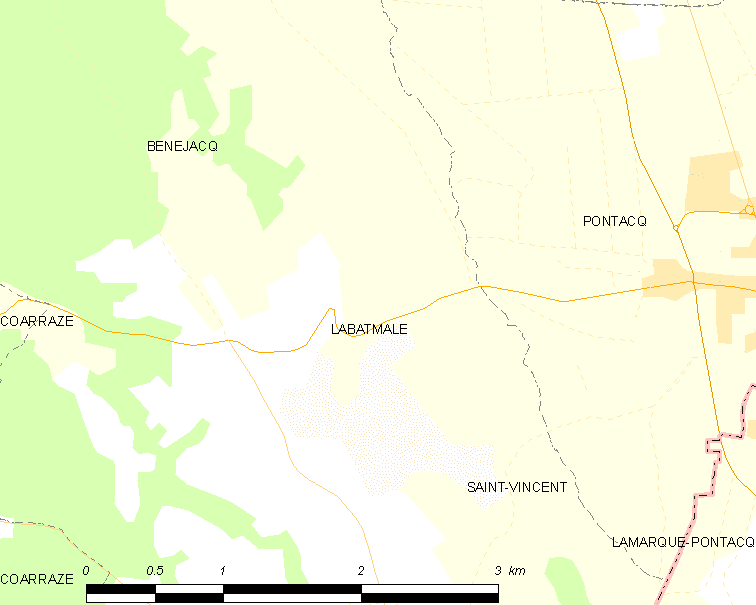
拉巴特马勒的OSM定位图

拉巴特马勒的时区为UTC+01:00、UTC+02:00（夏令时）。

## 行政
拉巴特马勒的邮政编码为64530，INSEE市镇编码为64292。

## 政治
拉巴特马勒所属的省级选区为乌斯河与拉关河河谷县。

## 人口

1962-2008年间拉巴特马勒人口变化图示

拉巴特马勒于2022年1月1日时的人口数量为258人。